# Club Social y Deportivo Vargas Torres
O Club Deportivo Vargas Torres, conhecido simplesmente como Vargas Torres, é um clube de futebol equatoriano fundado em 15 de março de 1983. Sua sede fica em Esmeraldas, cidade e capital da província homônima e do cantão homônimo. Compete desde a edição de 2023 na Série B, segunda divisão profissional do Campeonato Equatoriano de Futebol.
Manda seus jogos no Estádio Folke Anderson, praça esportiva localizada em Esmeraldas e pertencente à Federação Esportiva local, com capacidade para 14 mil espectadores aproximadamente.
O clube é filiado à Associação de Futebol Não Amador de Esmeraldas e tem sua história muito ligada ao futebol da Segunda Categoria, terceira divisão do futebol equatoriano.

## História
O Club Deportivo Vargas Torres ― legalmente Clube Desportivo Especialiazado Profissional "Vargas Torres" ― foi fundado na cidade de Esmeraldas, cantão de Esmeraldas, em 15 de março de 1983. Quanto a sua personalidade jurídica é uma pessoa jurídica de direito privado, sem fins lucrativos, com finalidade social e pública, de caráter desportivo, e tem como atividade principal o futebol profissional. O clube adotou o nome em homenagem a Luis Vargas Torres, um militar revolucionário e político equatoriano, figura-chave da Revolução Liberal de Eloy Alfaro (Revolución liberal de Ecuador).

### 2022: Promoção à Série B
Na Copa do Equador de 2022, o Vargas Torres foi uma das grandes revelações, chegando até as quartas de final, onde acabou eliminado pelo Mushuc Runa por 0–1, diante de um estádio Folke Anderson lotado. Em 13 de novembro de 2022, o Vargas Torres, de Esmeraldas, realizou seu grande sonho de subir para a Série B, segunda divisão de competência da Liga Profissional de Futebol do Equador (LigaPro), depois de vários anos na Segunda Categoria, liga de competência da Federação Equatoriana de Futebol (FEF), conhecida como "Inferno do Futebol Equatoriano".
No jogo de ida da semifinal da competição, o clube conhecido como o time do "Bairro Caliente", recebeu o AVICED no estádio Folke Anderson, em Esmeraldas, e o jogo terminou empatado por 0–0. Na partida de volta, disputada no estádio Alejandro Serrano Aguilar, o placar permaneceu zerado, levando a decisão para os pênaltis. Foi então que o clube de Esmeraldas se impôs por 3–2, desencadeando um verdadeiro carnaval em toda a província verde. A vaga na final significou para a província de Esmeraldas, uma volta à Série B depois de 15 anos de ausência. O último time da província a disputar essa categoria foi o Brasilia de Quinindé, em 2008. Na grande final da categoria, o Cuniburo FC se sagrou campeão em jogo único no estádio 7 de Outubro, em Quevedo. No tempo regulamentar, as equipes não saíram do 0–0, e a decisão foi para os pênaltis, onde os "capitalinos" venceram por 4–3 os esmeraldenses.

### 2024: Rebaixamento anulado
Ao final da temporada de 2024, Chacaritas, de Pelileo, somou apenas 28 pontos em 36 rodadas e ficou em 10º e último lugar na tabela da Série B da LigaPro. Já o Vargas Torres, de Esmeraldas, fez 33 pontos e terminou em 9º. Com os resultados, ambos foram oficialmente rebaixados à Segunda Categoria do futebol equatoriano. No entanto, em 31 de janeiro de 2025, durante o Congresso Ordinário da Federação Equatoriana de Futebol (FEF), foi a confirmada a anulação dos dois rebaixamentos. Dessa forma, tanto o Chacaritas quanto o Vargas Torres permanecerão na segunda divisão do futebol equatoriano em 2025.

## Temporadas no Campeonato Equatoriano de Futebol
| Competição        | Nível            | Status           | Anos        |
| Série A           | Primeira divisão | Profissional     | nenhuma     |
| Série B           | Segunda divisão  | Profissional     | 2023 ― hoje |
| Segunda Categoria | Terceira divisão | Semiprofissional | 2022        |

## Títulos

### Nacionais
| Competição        | Nível            | Status           | Títulos | Vices    |
| Segunda Categoria | Terceira divisão | Semiprofissional | nenhum  | 1 (2022) |

### Provinciais
| Competição                      | Nível | Status | Títulos              | Vices    |
| Segunda Categoria de Esmeraldas |       |        | 4 (2019, 2021, 2022) | 1 (2020) |